# Вајтхаус (Тексас)
Вајтхаус (енгл. Whitehouse) град је у америчкој савезној држави Тексас. По попису становништва из 2010. у њему је живело 7.660 становника.

## Демографија
Према попису становништва из 2010. у граду је живело 7.660 становника, што је 2.314 (43,3%) становника више него 2000. године.
| Група             | 2000.         | 2010.         |
| Белци             | 4.887 (91,4%) | 6.534 (85,3%) |
| Афроамериканци    | 132 (2,5%)    | 327 (4,3%)    |
| Азијати           | 46 (0,9%)     | 125 (1,6%)    |
| Хиспаноамериканци | 213 (4,0%)    | 542 (7,1%)    |
| Укупно            | 5.346         | 7.660         |